# Ханбелијски мезхеб
Ханбелијски мезхеб је једна од четири правне школе (мезхеба) у сунитском исламу. Њен оснивач био је Ахмед ибн Ханбел, један од ученика имама Шафија, па је због тога школа врло слична са шафијским мезхебом. Ханбелијска се школа сматра најконзервативнијом од све четири сунитске школе, а превладава углавном на Арапском полуострву што укључује Саудијску Арабију, Катар, Уједињене Арапске Емирате, Бахреин, те дијелове Омана.